# Лох-Аркейг
Лох-Аркейг (гэльск. Loch Airceig, англ. Loch Arkaig) — озеро в Шотландии, в области Лохабер (регион Хайленд).
Озеро ледникового происхождения лежит в 16 км к северу от Форт-Уильям. Максимальная длина около 19 км (с запада на восток). Сток осуществляется в восточной части через реку Аркейг длиной около 2 км, впадающую в озеро Лох-Лохи. В озере водятся щука и форель. В отличие от большинства крупных озёр в этом районе, Лох-Аркейг не перекрыто плотиной и не используется для производства электричества.
В старину район вокруг озера являлся землёй клана МакМиллан.
В конце XVIII века северный берег озера был густонаселён, там было расположено восемь ферм - Мерлагган, Callich, Кэнихь, Kenmore, Muick, Sallachan, Crieff и Ахнасол; на южном берегу было лишь две фермы - Кинлохаркейг и Инвермалли. В 1765 году на северной оконечности озера была построена мельница.
Сегодня у восточной оконечности Лох-Аркейг лежит деревня Ахнакарри, у западной — деревня Стратан. Их соединяет однополосная дорога, проходящая по северному берегу озера.
Озеро окружено лесами, продолжаются усилия по восстановлению типичного для региона соснового каледонского леса.